# فوروني هارميري
فوروني هارميري (الاسم العلمي: Phoronopsis harmeri) هو نوع من الحيوانات يتبع جنس الفوروني من الديدان الحدوية.